# Carl Leche (ämbetsman)
Carl Fredrik Leche, född 1801 i Lund, död 1878 i Lübeck, var en svensk språk- och ämbetsman. Han var son till prosten Wilhelm Leche och far till professor Wilhelm Leche.
Leche promoverades till filosofie magister vid Lunds universitet 1826 och blev docent i levande språk där 1828. Han var lärare i tyska språket vid Hillska skolan å Barnängen i Stockholm 1835–1837 och blev extra ordinarie kanslist i handels- och finansexpeditionen 1836.  Leche blev vikarierande postkommissarie i Greifswald 1837 och svensk-norsk vicekonsul där samma år samt fick konsuls namn, heder och värdighet 1841. Sistnämnda år flyttades konsulatet till Stralsund, där han var tillförordnad generalkonsul 1846–1850. Leche var postmästare i Helsingborg 1848–1854 och konsul i Lübeck från 1854 till sin död. Han var även verksam som översättare.